# 徐吉谦
徐吉谦（1928年8月28日—2021年7月14日），男，安徽安庆人，中华人民共和国工程师。

## 生平
1953年，徐吉谦毕业于南京工学院（东南大学前身）土木工程系，师从方福森，同年分配留校任教。1954年至1955年，派至上海同济大学向苏联专家学习。1959年，任讲师并调任教学研究科科长。1962年，回系任教研组副主任、党支部书记。1978年，任副教授、道路交通研究室主任，运输工程研究所副所长。1985年，任教授。1993年，退休。2021年7月14日，在南京因病逝世，享年93岁。